# Давид II (король Шотландии)
Дави́д II (гэльск. Dàibhidh II; 5 марта 1324 — 22 февраля 1371) — король Шотландии с 7 июня 1329 по 12 августа 1332, с 16 декабря 1332 по март 1333 и с 1336 по 22 февраля 1371 года из династии Брюсов, сын Роберта Брюса от его второй жены Елизаветы де Бург. Вёл долгую войну с Англией, в ходе которой потерял престол и попал в плен, но позже заключил мир, признав себя вассалом английского короля. Детей не оставил, так что после его смерти корона перешла к Стюартам.

## Борьба с Эдуардом Баллиолем
После смерти своего отца Давид II в возрасте пяти лет был провозглашён королём Шотландии. На период малолетства короля регентом Шотландии стал близкий друг и соратник Роберта Брюса Томас Рэндольф (был регентом с 7 июля 1329 по 20 июля 1332 г.). Несмотря на то, что незадолго до смерти Роберта I в 1328 году был заключён Нортгемптонский договор о мире с Англией, приход к власти в Англии в 1330 году короля Эдуарда III Плантагенета вновь обострил отношения двух государств. Основную угрозу теперь представляли шотландские эмигранты, изгнанные Робертом Брюсом в период борьбы за независимость Шотландии, и их потомки. Во главе этой группы «лишённых наследства» стоял Эдуард Баллиоль, сын свергнутого в 1296 году короля Шотландии Иоанна I.
В 1332 году войска «лишенных наследства» высадились в Шотландии и одержали победу над королевской армией при Дапплин-Муре. 24 сентября 1332 году Эдуард Баллиоль был коронован в Скуне королём Шотландии и обратился за помощью к Эдуарду III. Английские войска наголову разгромили шотландцев в битве при Халидон-Хилле в 1333 году и захватили Берик-апон-Туид. Малолетний Давид II был вынужден эмигрировать во Францию, где был с почетом принят при дворе Филиппа VI. Король обосновался в замке Шато-Гайар, откуда его свита (а позже и сам подросший Давид) координировали действия своих сторонников.

## Освобождение страны
Французская поддержка воодушевила патриотическую партию в Шотландии. Войска Джона Рэндольфа и Роберта Стюарта постепенно вытеснили проанглийских баронов из Шотландии. Новые попытки Эдуарда III завоевать Шотландию (1335, 1336 годы) не принесли успеха: шотландцы избегали генеральных сражений с превосходящей английской армией, вели партизанскую войну и быстро восстанавливали контроль над страной после ухода англичан. Героическая оборона Агнес Рэндольф в Данбаре, осаждённом в 1338 году огромной армией Уильяма Монтегю, графа Солсбери, свела на нет очередную дорогостоящую военную кампанию англичан. В 1337 году началась Столетняя война между Англией и Францией, оттянувшая силы Эдуарда III, и позволившая шотландцам выбить английские войска из Перта, Эдинбурга и освободить большую часть страны. Это открыло возможности для возвращения короля.
2 июня 1341 года Давид II вернулся в Шотландию. Страна, в которую он прибыл, была разорена долгими войнами, города находилась в упадке, духовенство в значительной степени потеряло престиж из-за слабого участия в борьбе за независимость, центральная власть ослабла. Первыми шагами молодого короля стали реорганизация администрации и созыв парламента, который вотировал экстраординарные налоги на нужды восстановления страны. В 1342 году шотландским войскам удалось взять штурмом Роксборо и Стерлинг. Однако, в 26 августа 1346 года король Франции был наголову разбит войсками Эдуарда III в битве при Креси. С целью поддержки своего союзника Давид II собрал крупную армию и перешел границу Англии. Укрепление обороны северных графств, предпринятое Эдуардом III, принесло свои результаты: 17 октября 1346 года шотландская армия потерпела сокрушительное поражение при Невиллс-Кроссе, молодой король был ранен стрелой в лицо и пленён. Шотландия вновь осталась без короля.

## Король в плену
Воспользовавшись дезорганизацией страны в результате пленения Давида II, английские войска вновь оккупировали южную Шотландию. Правителем страны в отсутствие короля стал Роберт Стюарт. Начались трудные переговоры с Англией об условиях освобождения Давида II. Давление английского короля на шотландских баронов с требованием признания его наследником бездетного Давида II, однако, успехом не увенчалось. Пассивность самого шотландского короля в этом вопросе послужила поводом для обвинения Давида II в том, что он принёс оммаж Эдуарду III. Тем не менее исторически этот факт не подтвержден. Известно, однако, что Давид II, содержащийся на вполне приемлемых условиях в Лондоне, активно вёл переговоры с Францией и папой римским о поддержке. С целью склонить шотландцев к принятию условий выкупа Эдуард III в 1356 году предпринял новую экспедицию в Шотландию, полностью разорив южную часть страны. В том же году Франция понесла тяжёлое поражение от английских войск в битве при Пуатье, в результате которой король Франции присоединился к королю Шотландии в английском плену. По условиям Берикского договора 1357 года Давид II получал свободу ценой уплаты выкупа в размере 100 тысяч шотландских марок (около 67 тысяч фунтов стерлингов) и предоставления в качестве заложников двадцати шотландских баронов. Между Англией и Шотландией устанавливалось перемирие. 7 октября 1357 года Давид II вернулся в Шотландию.

## Внутренняя политика Давида II
Основной задачей личного правления Давида II в Шотландии стали упорядочение государственной администрации, сильно ослабленной за годы войны и всевластия баронов, и консолидация финансовых ресурсов королевства для уплаты выкупа.

### Консолидация финансовых ресурсов
Парламент страны в 1366 году передал в распоряжение короля все доходы от таможенных пошлин, предварительно повысив их в четыре раза, и санкционировал возврат отчужденных земель королевского домена. Экстраординарные налоги к концу правления Давида II стали фактически постоянными, превратившись в ежегодный налог на прибыль. Большую роль в сборе средств на уплату выкупа сыграли королевские города Шотландии, что привело к росту их значения в политической системе страны и признанию городской буржуазии «третьим сословием» парламента. Установление мира с Англией дало толчок к развитию шотландской торговли.
В результате Давиду II удалось консолидировать в своих руках финансовые ресурсы, по размеру не имеющие прецедента в средневековой Шотландии: доходы короля доходили до 15-20 тысяч фунтов стерлингов в год. К сожалению, в эпоху правления первых Стюартов эти ресурсы были в значительной мере растрачены, а практика взимания постоянного налога оставлена. Существенным фактом является то, что несмотря на значительный доход короля, далеко не все денежные средства тратились на уплату выкупа: за время правления Давида II было выплачено лишь 45 тысяч марок из 100 тысяч, предусмотренных соглашением 1357 года.

### Укрепление королевской власти
Одновременно с финансовыми реформами Давид II начал проводить политику укрепления королевской власти и уменьшения влияния крупных магнатов. Опираясь на мелкое дворянство и города, Давид II резко ограничил права и привилегии знати в административной, судебной и финансовой сферах. Это вызвало в 1362 году выступление против короля Роберта Стюарта, графов Данбара, Дугласа и Ангуса, которое было быстро подавлено. Более серьёзным были волнения на западе страны, где Джон Мак-Дональд, лорд Островов, фактически являлся независимым государем в Аргайле и на Гебридских островах, возрождая древнюю традицию кельтского королевства Островов. Уверенные действия Давида II и его экспедиция во владения Джона Мак-Дональда в 1369 году позволили установить королевский контроль над владениями лорда Островов и его сторонников. Жесткость политики Давида II в отношении магнатов хорошо иллюстрирует тот факт, что Роберт Стюарт, ближайший родственник короля и его наследник, подвергался неоднократным арестам за сопротивление централизации.

## Внешняя политика Давида II в конце правления
Трудности в уплате выкупа и желание установить прочный мир с Англией вынудили короля Давида II пойти на соглашение с Эдуардом III об отмене выкупа взамен на признание английского короля наследником и личную унию двух королевств (Вестминстерский меморандум). Однако парламент Шотландии в 1364 году отказался ратифицировать этот договор. Тем не менее, до конца своего правления Давиду II удавалось сохранить мирные отношения с Англией, не отказываясь одновременно и от союза с Францией. Такая двойственная политика во многом объяснялась личными качествами самого короля — одного из виднейших носителей рыцарского кодекса чести эпохи. В отличие от своего отца Роберта Брюса, национальная идея для Давида II не стала определяющей: он допускал возможность вступления на шотландский престол английского короля, и на первый план выдвигал феодально-рыцарские принципы.

## Браки и вопрос наследования

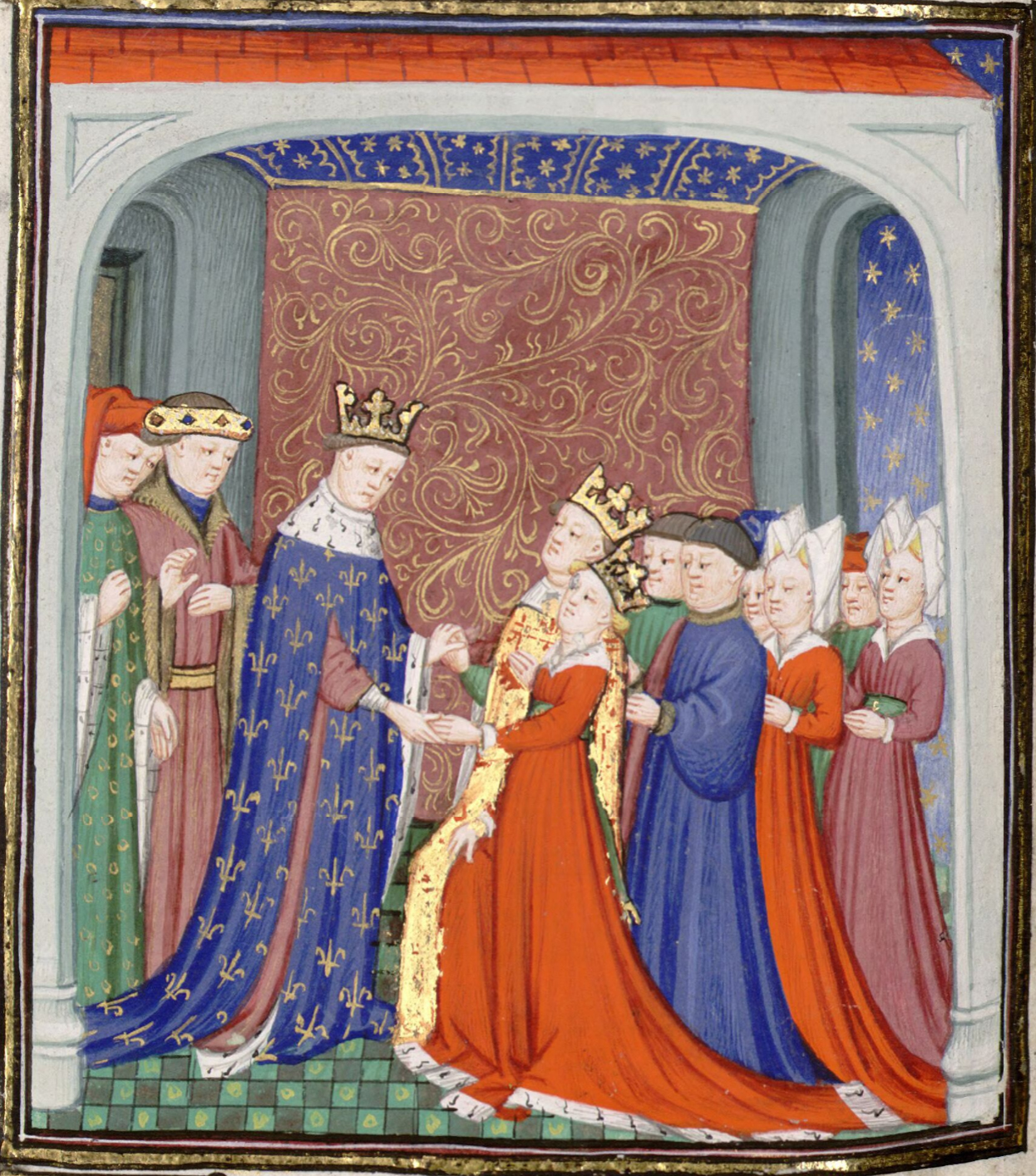
Давид II и Джоан Плантагенет перед Филиппом VI Французским

Давид II был женат дважды: в 1328 году в соответствии с условиями Нортгемптонского договора — на Джоан Плантагенет, сестре короля Эдуарда III, а после её смерти в 1363 году — на Маргарите Драммонд. Детей король не имел, и с его смертью в 1371 году угасла династия Брюсов. Престол перешёл к племяннику короля Роберту Стюарту.